# The Poison
The Poison е дебютният албум на уелската хевиметъл група Булит фор Май Валънтайн. Издаден е на 3 октомври, 2005 г.
Албумът включва 11 нови песни и две по-рано издадени: „Cries in Vain“ (издаден в ЕР „Bullet for my Valentine“) и „4 Words (To Choke Upon)“ (издаден в ЕР „Hand Of Blood“). Към 30 януари 2009 са продадени повече от 1 200 000 копия на албума, като 500 000 от тях в САЩ. Това е първият албум издаден от звукозаписната компания Trustkill който получава златен сертификат от RIAA.

## Критики
Албумът получава много благоприятни отзиви от критиката. Кори Апар от Allmusic дава на албума 3 звезди от 5. Sputnikmusic също оценява албума по този начин.
| Година | Класация               | Позиция |
| ------ | ---------------------- | ------- |
| 2006   | The Billboard 200      | #128    |
| 2006   | Top Heatseekers        | #2      |
| 2006   | Top Independent Albums | #2      |